# Dimorphostylis tribulis
Dimorphostylis tribulis är en kräftdjursart som beskrevs av Hale 1945. Dimorphostylis tribulis ingår i släktet Dimorphostylis och familjen Diastylidae. Inga underarter finns listade i Catalogue of Life.